# Мелисе де Винтер
Мелисе де Винтер (хол. Melise de Winter)  је холандска гласовна глумица.

## Филмографија
- Шин Чан - Шин Чан
- Супер Шпијунке - Менди
- Дизни Чародејки - Елион
- Лола и Вирџинија - Лола
- Џакоб 2 - Ренеј
- Мај Литл Пони - Пинки Пај